# Lates calcarifer
Lates calcarifer – gatunek ryby okoniokształtnej z rodziny Latidae. Drapieżnik, ryba dwuśrodowiskowa, żyje w wodach słodkich i słonych. W wielu językach określany zwyczajowo nazwą barramundi lub barramunda.
W naturze ryba ta występuje w północnej Australii, Azji Południowo-Wschodniej i w wodach Oceanu Spokojnego. Obecnie pozyskiwana głównie z hodowli. W naturze osiąga ponad metr długości i masę ponad 50 kg. Jest obojnakiem. Rodzi się jako samiec, potem po około 4-5 latach zmienia płeć. Z hodowli do restauracji trafiają najczęściej ryby roczne, o wadze 1 kg i ok. 60 cm długości.